# Lou Reed
Pour son premier album, voir Lou Reed (album).
Pour les articles homonymes, voir Reed.
Lou Reed [luː ˈɹiːd], né le 2 mars 1942 à Brooklyn (New York) et mort le 27 octobre 2013 à East Hampton (Long Island, New York), est un auteur-compositeur-interprète américain qui a commencé sa carrière avec le groupe  Velvet Underground.
Il en a été l'un des guitaristes, l'un des chanteurs et le principal auteur des chansons ; il a composé nombre de titres devenus populaires après la séparation du groupe en 1970. Le Velvet Underground a eu une influence majeure sur plusieurs générations de compositeurs, malgré son manque de succès commercial dans les années 1960.
On attribue à Brian Eno la remarque selon laquelle les quelques milliers de fans qui ont acheté le premier disque du Velvet Underground ont chacun créé un groupe. Lou Reed et le Velvet Underground, devenus icônes du rock, restent en cela légendaires malgré la confidentialité de leurs débuts. La noirceur des textes et la musique de Lou Reed, au sommet dans l'album Berlin, ont longtemps oblitéré tout succès commercial. La voix en parlé-chanté est une autre « marque de fabrique » de Lou Reed.
Lou Reed, « prince de la nuit et des angoisses », comme l'appela Andy Warhol[réf. nécessaire], obtient en solo un réel succès commercial avec le titre Walk on the Wild Side.

## Biographie

### Jeunesse

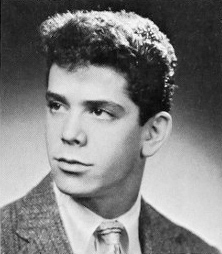
Lou Reed en 1959.

Lewis Alan Reed naît dans le quartier de Brooklyn à New York dans une famille juive. Lou Reed est le fils de Sidney George Reed, un comptable effacé de Manhattan qui a fait changer son nom, Rabinowitz, en Reed, et de Toby Futterman Reed, une mère à la forte personnalité de Brooklyn. Tous deux juifs new-yorkais, ils vivent à Freeport, Long Island, dans la banlieue conformiste de New York. Lou a une sœur cadette plus jeune de 5 ans, Margaret (Merrill) Reed Weiner. Lou Reed étudie le piano dès l’âge de cinq ans. Mais il se passionne pour le rock 'n' roll, le doo-wop, la littérature notamment la poésie (celle de Delmore Schwartz, son maître), le modern jazz et le free jazz en particulier (Don Cherry et Ornette Coleman, notamment) et préfère la guitare, qu'il apprend en copiant les disques de sa collection. En 1958, il coécrit et enregistre, en tant que guitariste, un 45 tours So Blue dans le style doo-wop au sein d'un groupe initialement appelé The Shades, rebaptisé The Jades par la suite.
À 17 ans, il subit un traitement par électrochocs (proposé à ses parents par un psychiatre). Cette expérience dévastatrice sera évoquée dans la chanson Kill Your Sons en 1974. Il commence à consommer des médicaments le rendant très dépendant, et exprime son traumatisme par des textes d'une grande radicalité : violence, provocation, insolite, réalisme cru, modernité. Il fera souvent usage, tout au long de sa carrière, de ces termes crus, durs et choquants.
À l'université de Syracuse, il suit les cours d’écriture créative de Delmore Schwartz, poète et enseignant de littérature classique, qui l’encourage à écrire et l'influence beaucoup,. Il y rencontre Shelley Albin, avec laquelle il aura une liaison de deux ans. Elle devient pour Lou Reed, qui l'idéalise, une grande source d'inspiration, même après leur séparation.

### Pickwick
Après l'université, Lou Reed travaille, en 1964, pour les disques Pickwick en tant qu'auteur-compositeur, et parfois interprète. Il y produit des disques de rock imitant les différents styles à la mode pour des compilations à bas prix. Il grave The Ostrich, une «nouvelle danse» absurde sur deux accords, où il suggère de mettre sa tête au sol et de marcher dessus avec ses propres pieds. La chanson sera à l'origine du terme «guitare Ostrich» qui désigne un accordage de guitare avec les cordes à vide sur la même note,. Pour les besoins de la promotion, cherchant des musiciens compétents pour jouer sur scène, il engage John Cale, un bassiste et altiste gallois de formation classique. Cale enregistre à la basse You're Driving Me Insane et Cycle Annie, chantés par Lou Reed sous le nom des Beachnuts et des Roughnecks pour la compilation Soundsville.

### The Velvet Underground

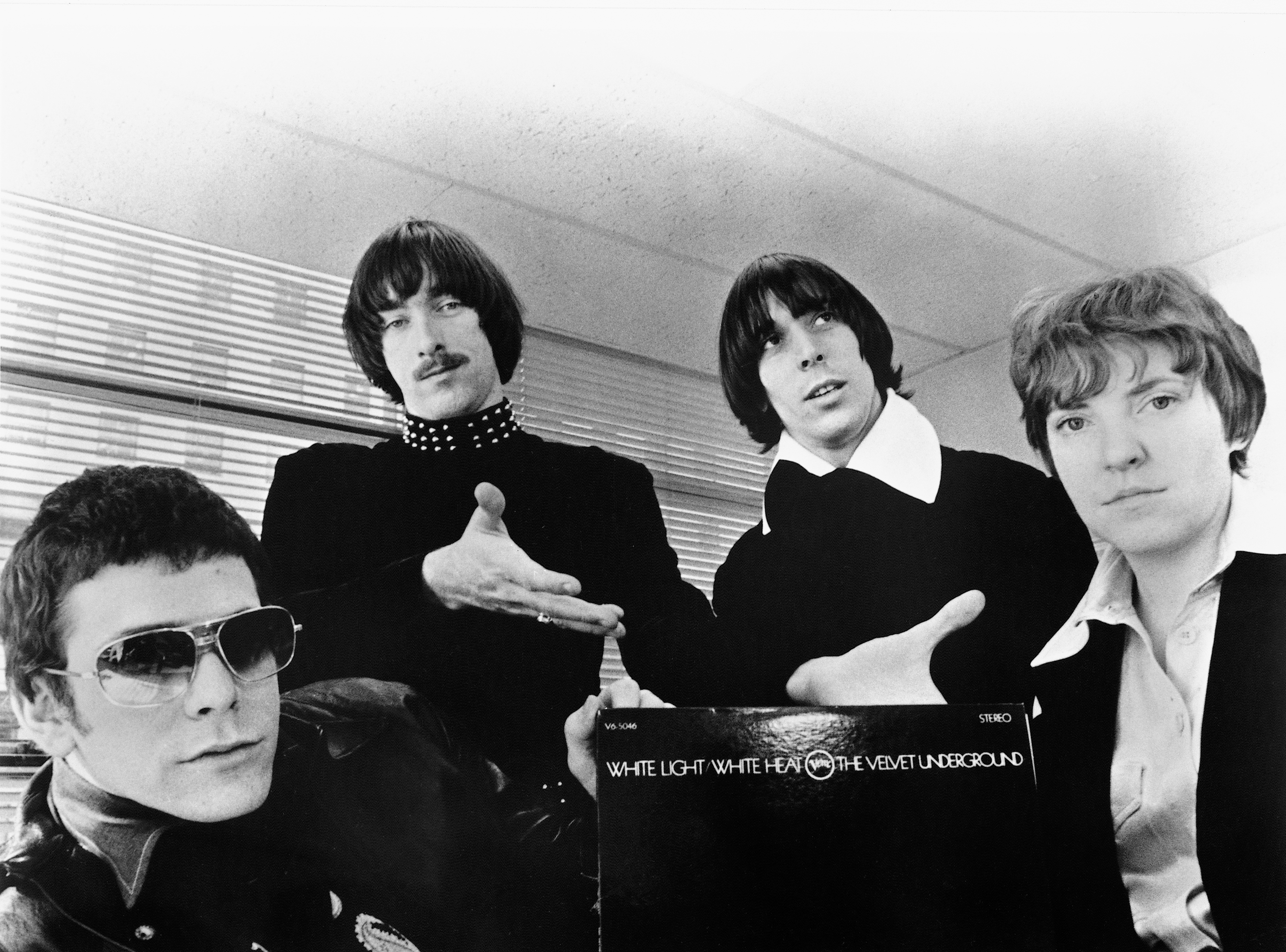
Photo du groupe de rock américain The Velvet Underground faisant la promotion de leur deuxième album White Light/White Heat, 1968. De gauche à droite : Lou Reed, Sterling Morrison, John Cale et Maureen Tucker.

John Cale, Britannique venu avec une bourse étudier aux États-Unis, évolue dans le milieu de l'avant-garde new-yorkaise et joue alors de l'alto au Theater of Eternal Music de La Monte Young. Il ne prend Lou Reed au sérieux que lorsque celui-ci lui fait découvrir les paroles de ses titres personnels, comme celles d'Heroin. Le guitariste Sterling Morrison, un ami d'université de Lou, les rejoint. Devenus les Warlocks, ils jouent dans les rues avec la chanteuse Daryl, puis forment, en 1965, le Velvet Underground avec Angus MacLise aux tablas. Ils jouent souvent derrière l'écran où sont projetés des films d'avant-garde à la Cinémathèque de Jonas Mekas, et contribuent à la bande-son de plusieurs films amateurs. En décembre, Maureen Tucker remplace MacLise pour un premier concert payé et organisé par Al Aronowicz.
Le Velvet Underground est repéré au Café Bizarre, où ils se produisent souvent, par Brigid Polk, une cinéaste marginale qui fréquente la Factory d'Andy Warhol, un dessinateur publicitaire devenu peintre. Warhol, homosexuel timide et introverti, connaît alors une grande notoriété avec ses toiles et cherche à se diversifier. Il se rend au Café Bizarre et, avec son associé cinéaste et homme d'affaires Paul Morrissey, décide de devenir le manager du Velvet Underground, qui, fin décembre, vient répéter à la Factory. Le local est fréquenté par les artistes et les marginaux de l'époque. Warhol leur impose la chanteuse Nico, un mannequin allemand qui, après quelques films comme La dolce vita de Fellini ou Strip-Tease, et quelques disques a rejoint la Factory.
Warhol finance la production et l'enregistrement de quelques titres du Velvet dans un petit studio de New York. Il organise ensuite des spectacles multimédias où il reprend le principe de jouer devant un écran de cinéma, en y projetant ses propres films ; l'actrice Edie Sedgwick et le poète Gerard Malanga, un fouet de cuir à la main, dansent sur la scène. Le technicien « lumières » invente littéralement le principe du light-show pour les besoins de l'Exploding Plastic Inevitable, qui après une série de spectacles controversés au Dom de Saint Mark's Place à Manhattan, part jouer au Trip de Los Angeles, qui sera fermé définitivement par le shérif pour « pornographie » en raison des thèmes sulfureux évoqués par le Velvet Underground : homosexualité, drogue, transidentité, mort. Les Doors, venus les voir jouer, sont impressionnés par leur prestation.
Warhol finance de nouveaux enregistrements. Le producteur de Bob Dylan, Tom Wilson assure la réalisation artistique et publie l'album sous le label de jazz Verve Records dont il est directeur artistique.
The Velvet Underground and Nico paraît en mars 1967, Andy Warhol est l'auteur de la couverture du disque, une banane autocollante qui, soulevée, révèle un fruit à la chair rose avec la mention « Produced by Andy Warhol ». Nico y interprète trois chansons : All Tomorrow's Parties, Femme fatale et I'll Be Your Mirror. Lou Reed utilise sur Venus in Furs et All Tomorrow's Parties son accordage Ostrich. L'album contient des compositions marquantes, comme European Son, Sunday Morning, ou encore I'm Waiting for the Man et Heroin qui évoquent les drogues et les junkies, à une époque où Lou Reed boit beaucoup (« en permanence », de son propre aveu) et se shoote au Valium et à la méthédrine. L'album choque, n'a aucun succès à l'époque, mais il est maintenant considéré comme l'un des albums de rock les plus influents jamais enregistrés.
Un deuxième album paraît en janvier 1968, White Light/White Heat, également ignoré à sa sortie, sauf d’une poignée de fans. Le groupe atteint un des sommets de sa créativité débridée dans Sister Ray, réalisé en une seule prise de dix-sept minutes. John Cale et Lou Reed ne s'entendent plus, et Cale quitte le groupe, remplacé par Doug Yule. Ce dernier participera aux deux albums suivants du groupe : The Velvet Underground (1969) et Loaded (1970).
Avant même la sortie de Loaded, Lou Reed quitte le Velvet et la musique pour se retirer chez ses parents jusqu’à la fin 1971.

### Carrière solo

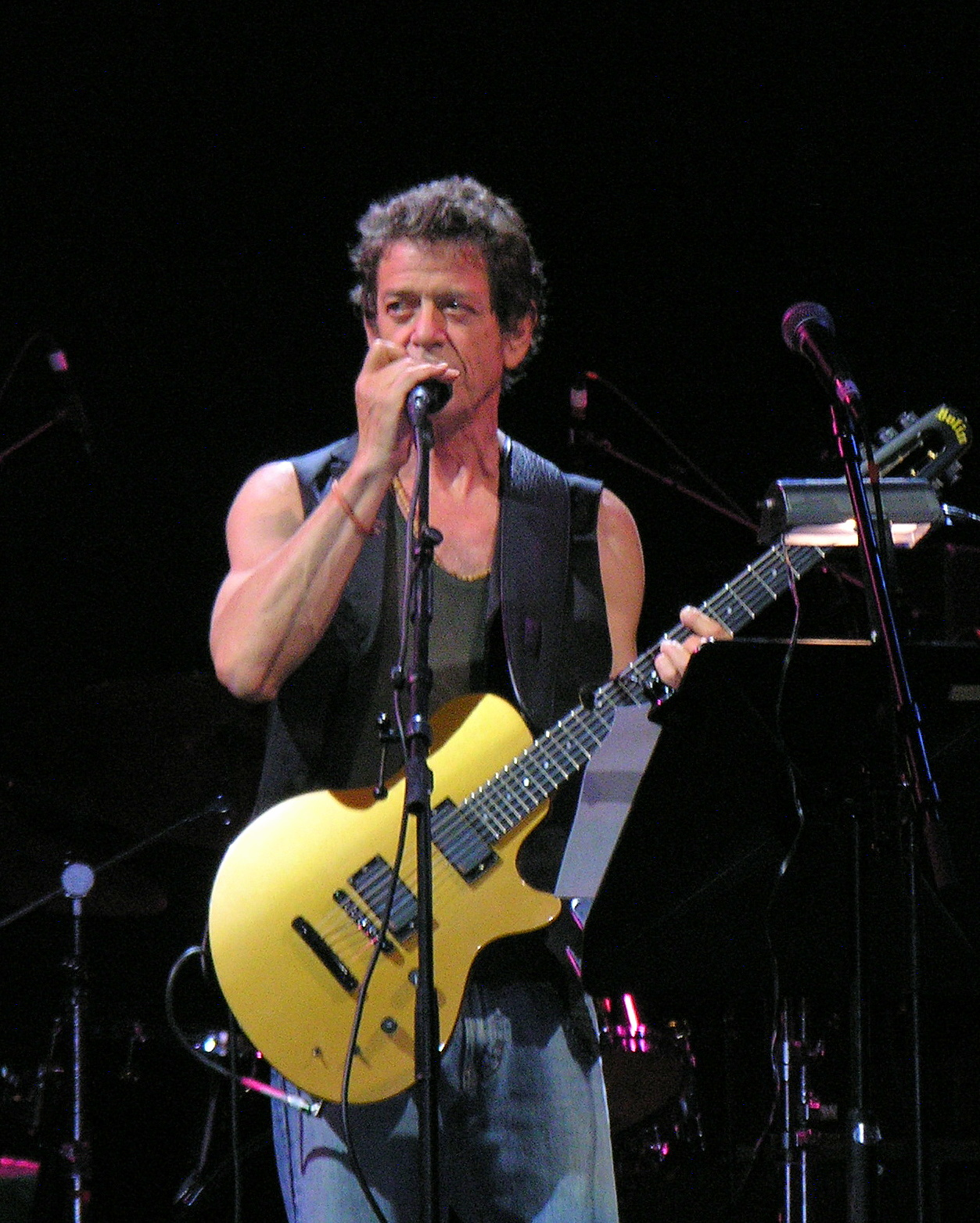
Lou Reed, 2007.

Le producteur Richard Robinson et sa femme Lisa (Lisa Says) persuadent Lou Reed de reprendre la musique et d’enregistrer, en Grande-Bretagne, un album, auquel participent deux musiciens du groupe Yes, Steve Howe et Rick Wakeman. L'album, Lou Reed, paraît en 1972 chez RCA. Malgré la qualité des reprises de I Can't Stand It et d'Ocean composées à l’époque du Velvet Underground, et des nouvelles compositions Going Down et Berlin, l’album déçoit et ne rencontre pas le succès escompté.
Mais la même année, grâce au soutien et à la production de David Bowie et Mick Ronson, l’album Transformer, propulse Lou Reed au firmament des stars du rock. Et le morceau Walk on the Wild Side où Reed décrit l’itinéraire de personnages new-yorkais, travestis, prostitués, connus à l'époque de la Factory, qui plongent dans la déchéance, devient rapidement un tube aux États-Unis et en Europe. En produisant cet album, David Bowie rend hommage à Lou Reed, son idole depuis les années Velvet. Suit une tournée qui passe à Paris au Bataclan où Reed retrouve Nico et John Cale pour un concert intimiste. Avec Reed à la guitare acoustique, Cale au piano et à l'alto, le trio revisite quelques titres du Velvet et quelques nouvelles chansons.
Fort du succès de Transformer, Lou Reed, avec le tout jeune producteur canadien Bob Ezrin, enregistre Berlin, un album-concept ambitieux sur la déchéance d'un couple de junkies à Berlin qui fait écho dans sa vie personnelle au naufrage de son premier mariage et sa replongée dans les drogues dures et l'alcool. L'album sort en 1973, mais déroute ses nouveaux fans. Reed repart en tournée européenne et américaine avec les musiciens de Transformer et de Berlin, mais, consommant toujours plus de drogues diverses, faisant mine sur scène de se shooter, certains de ses concerts tournent à l'émeute. De ces concerts live viennent les albums Rock 'n' Roll Animal, paru en 1974 et encore considéré par certains comme un de ses meilleurs, qui le réconcilie avec son public, et Lou Reed Live en 1975. Reed, dans ces tournées, où il laisse la guitare à Dick Wagner et à Steve Hunter, danse sur scène mais apparaît très amaigri. Il innove un style vestimentaire « glam », ongles laqués de noir, cheveux coupés et teints en blond, il ira même par provocation jusqu'à y raser une forme de croix de fer,.

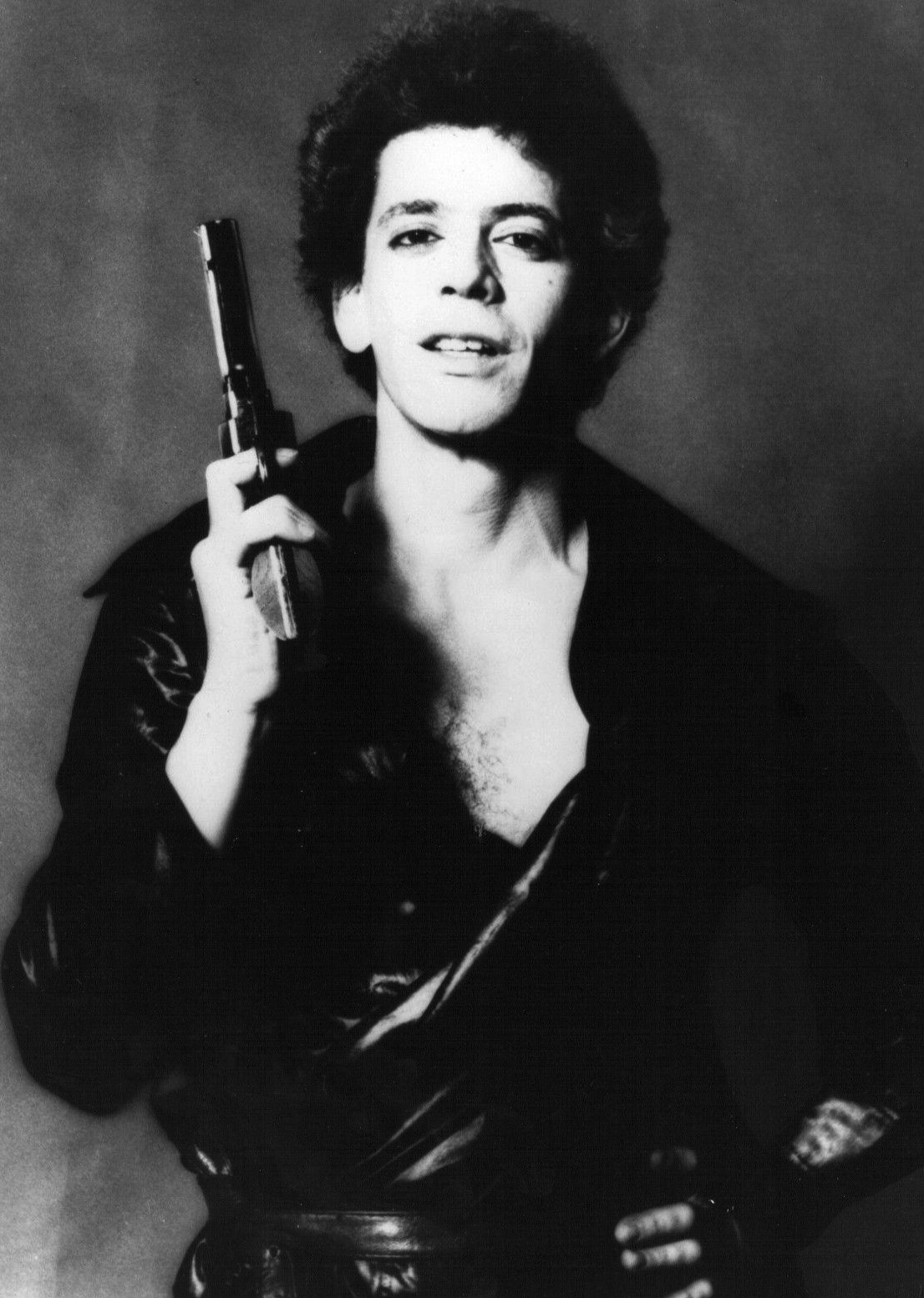
Lou Reed en 1977.

Reed casse le succès de ses derniers albums, en 1975, avec le double album Metal Machine Music, un projet expérimental précurseur de la musique industrielle, et de la noise, qui déconcerte, exaspère.
Reed retrouve heureusement, entouré par de nouveaux musiciens, la faveur de son public avec le très élégant Coney Island Baby, enregistré en janvier 1976. D'autres albums importants vont suivre. Rock and Roll Heart en 1977, Street Hassle en 1978, le live Take No Prisoners en 1978, puis The Blue Mask en 1982. En 1985, Lou participe à l'album Sun City contre l'Apartheid à l'initiative de Steven Van Zandt.
En 1989, Lou Reed refait surface avec un album très réussi : New York. Dans cet album au son brut et dépouillé, dédié à sa ville, Lou Reed soutenu par le guitariste Mike Rathke adopte le parlé-chanté sur des textes engagés traitant par exemple du SIDA, The Halloween Parade, et de l’exclusion sociale, Dirty Boulevard. Il y décrit les bas-fonds new-yorkais sur une musique incisive.
En 1990, la mort d'Andy Warhol est pour lui l'occasion de renouer avec John Cale, son ancien complice du Velvet Underground ; ils composent et chantent ensemble Songs for Drella, en hommage à celui qui fut leur mentor. Le groupe légendaire se reforme, avec Sterling Morrisson et Moe Tucker, le temps d’un concert inopiné lors d’une rétrospective Warhol à la Fondation Cartier de Jouy-en-Josas le 15 juin 1990, et d'une série de concerts en 1993.
Lou Reed réalise ensuite deux albums qui sont de grandes réussites artistiques : Magic and Loss (1992), qui traite de la perte des proches, et Set the Twilight Reeling (1996), dans lequel il rappelle son attachement à New York. Dans Live in London de 1998, il chante des versions très intéressantes de ses premiers titres, tel I'll Be Your Mirror, chanté par Nico dans le premier album du Velvet, des morceaux comme Sex With Your Parents traitant de l'hypocrisie de certains politiques américains. Lou Reed est accompagné dans ce concert par le guitariste Mike Rathke. Enfin, l'album Ecstacy, à la langueur hypnotique, voit le jour en 2000.
En 2003 paraît The Raven, référence décadente et post-punk à Edgar Allan Poe. Il y reprend deux titres anciens (The Bed et Perfect Day), avec David Bowie chantant Hop Frog et récitant le poème The Raven (Le corbeau), d'Edgar Allan Poe. Cet album original reste très éloigné du grand public, qu'il a du mal à convaincre.
Le 20 octobre 2008, à l'occasion de la publication de l'intégrale des paroles de ses chansons, Traverser le feu, Lou Reed donne une simple lecture sans musique, au 104 à Paris, de plusieurs de ses textes, et participe en public à une entrevue, filmée par la chaîne Arte et enregistrée par France Culture.
En 2010, il collabore avec le groupe de Damon Albarn, Gorillaz, sur le morceau Some Kind of Nature, paru sur l'album Plastic Beach et chante cette chanson au festival de Glastonbury, durant l'été 2010, avec le groupe.
En juillet 2011, il participe au festival des Vieilles Charrues, aux Nuits de Fourvière et dédie la chanson Femme Fatale à Amy Winehouse, morte quelques jours auparavant. La même année, il enregistre l'album Lulu avec le groupe Metallica, édité au mois d'octobre, qui sera la dernière réalisation de sa carrière. Il se produit sur scène, très diminué par son cancer du foie, jusqu'en avril 2013, après quarante-huit années d'activité.

### Autres activités

#### Cinéma
L'album Berlin sorti en 1973 est joué en concert par Lou Reed à Brooklyn en 2006. Ce concert, filmé par le cinéaste et peintre Julian Schnabel, donne lieu à un documentaire : Lou Reed's Berlin.
D'autres performances scéniques sont captées au cinéma comme dans:  
- Prozac Nation (2001)[46]
- Si loin, si proche! (1993)[47] et The Soul of a Man de Wim Wenders[48].

Lou Reed apparaît dans quelques films comme dans Brooklyn Boogie de Paul Auster et Wayne Wang (1995).
Il prête sa voix dans Arthur et les minimoys 2.
Il réalise un documentaire, en 2010, sur sa cousine centenaire intitulé Red Shirley.
Les chansons de Lou Reed accompagnent de très nombreuses scènes cinématographiques,.
- Perfect Day figure sur la bande originale des films Trainspotting, Le Premier Jour du reste de ta vie et Perfect Days
- Satellite of Love de l'album Transformer sur la bande originale de Velvet Goldmine[54].
- Stephanie Says du Velvet Underground se trouve en VO dans La famille Tenenbaum (2001)[55].
- La chanson I Found a Reason est reprise par Cat Power dans le film V pour Vendetta.
- Venus in furs, inspirée du roman de Leopold von Sacher-Masoch, est citée dans Last Days (2005) de Gus Van Sant, dans The Lords of Salem (2012) de Rob Zombie ou encore dans Saint-Laurent de Bertrand Bonello.
- Heroin se trouve sur la bande originale du film The Doors[56].
- La chanson This Magic Moment, écrite par Doc Pomus et Mort Shuman et reprise par Lou Reed, accompagne le coup de foudre entre Balthazar Getty et Patricia Arquette dans Lost Highway de David Lynch[57].
- Street Hassle clôt le film Les Berkman se séparent de Noah Baumbach (2005)[58] et dans Bienvenue à Zombieland (2009) de Ruben Fleischer et Frank Cassenti.
- Pale Blue Eyes rythme une scène entre Jesse Eisenberg et Kristen Stewart au milieu du film Adventureland : Un job d'été à éviter (2009) de Greg Mottola[59].

#### Photographie
Depuis sa jeunesse, Lou Reed pratique la photographie. Son premier livre de photos, Emotion in Action, paraît en 2003. En 2012, il publie Rimes Rhymes, un livre présentant 300 de ses clichés accompagnés d'un texte de l’écrivain suisse Bernard Comment,.

### Vie privée et engagement
Lou Reed rencontre Bettye Kronstad en 1968 et l'épouse en 1973 pour divorcer en 1978. Il vit quelques années avec Rachel Humphreys, une femme transgenre, puis se marie, en 1980, à Sylvia Morales, une stripteaseuse qui devient son manager jusqu'à leur divorce en 1994. Le 25 avril 2008, le New York Post révèle le mariage secret de Lou Reed avec l'artiste expérimentale Laurie Anderson, sa compagne depuis 1995. Le mariage a lieu le 12 avril dans le Colorado. Installés à New-York, ils restent unis jusqu'à sa mort en 2013. Lou Reed n'a pas eu d'enfants.
Le 1er décembre 2011, il apparaît à minuit au Lincoln Center de New York avec les manifestants pour soutenir le mouvement Occupy Wall Street.

### Mort et hommages
En avril 2013, Lou Reed, atteint d'une cirrhose due à une longue période d'abus d'alcool, subit une opération d'urgence qui le contraint à annuler plusieurs dates de sa tournée. Le 27 octobre 2013, à la suite de complications dues à cette greffe du foie, il meurt à Southampton, Long Island (New York) à l'âge de 71 ans,,. Incinéré, ses cendres sont rendues à la famille.
Le 18 avril 2015, Lou Reed est introduit au Rock and Roll Hall of Fame.
Les hommages sont nombreux. Le cardinal Gianfranco Ravasi, ministre de la culture du Vatican, rend un hommage inattendu au fondateur du Velvet Underground. Aurélie Filippeti, ministre française de la Culture déclare : « À l'avant-garde du rock, Lou Reed nous laisse un patrimoine musical exceptionnel qui a définitivement marqué l'histoire de la musique ».
De David Bowie qui déclare « C’était un maître » au groupe The Who en passant par le cofondateur du Velvet Underground, John Cale, Iggy Pop, Bono, Johnny Hallyday ou des acteurs comme Samuel L. Jackson ou Susan Sarandon, de très nombreux artistes français et étrangers lui rendent hommage.

## Distinctions et hommages
En 1992, Lou Reed est fait chevalier des Arts et des Lettres par Jack Lang.
L'astéroïde (270553) Loureed a été nommé en son honneur.
Par ailleurs, David Bowie - fan de Lou Reed dès ses débuts, qui a aussi repris ses musiques du Velvet - le décrit comme étant « sans aucun doute le plus grand poète du rock moderne.[réf. nécessaire] Non par rapport à ce qu'il faisait, mais plutôt par rapport à la direction qu'il prenait. »[pas clair]

## Discographie

### Avec le Velvet Underground
- The Velvet Underground and Nico (1967)
- White Light/White Heat (1968)
- The Velvet Underground (1969)
- Loaded (1970)
- 1969: The Velvet Underground Live (1974)
- VU (1985)
- Another View (1986)
- Live MCMXCIII (1993)
- Peel Slowly and See (1995)
- Fully Loaded (1997, version remasterisée de l'album Loaded)
- Bootleg Series Volume 1: The Quine Tapes (2001)

### En solo

#### Albums studio
- Lou Reed (1972)
- Transformer (1972)
- Berlin (1973)
- Sally Can't Dance (1974)
- Metal Machine Music (1975)
- Coney Island Baby (1975)
- Rock and Roll Heart (1976)
- Street Hassle (1978)
- The Bells (1979)
- Growing Up in Public (1980)
- The Blue Mask (1982)
- Legendary Hearts (1983)
- New Sensations (1984)
- Mistrial (1986)
- New York (1989)
- Magic and Loss (1992)
- Set the Twilight Reeling (1996)
- Ecstasy (2000)
- The Raven (2003)
- Hudson River Wind Meditations (2007)

#### Albums live
- Rock 'n' Roll Animal (1974)
- Lou Reed Live (1975)
- Live: Take No Prisoners (1978)
- Live in Italy (1984)
- Beauty And Rust (1992)
- Live in Concert (1996)
- Perfect Night: Live in London (1998)
- American Poet (2001)
- Animal Serenade (2004)
- Berlin: Live At St. Ann's Warehouse (2008)
- The Creation of the Universe (2009, en tant que « Metal Machine Trio »)

### Compilations
- Walk on the Wild Side : The Best of Lou Reed (1977)
- Rock and Roll Diary : 1967-1980 (1980)
- City Lights (1985)
- Retro (1989)
- Walk on the Wild Side & Other Hits (1992)
- Between Thought and Expression : The Lou Reed Anthology (1992)
- Different Times : Lou Reed in the '70s (1996)
- A Retrospective (1998)
- The Definitive Collection (1999)
- Perfect Day (1999)
- Very Best of Lou Reed (2000)
- Legendary Lou Reed (2002)
- NYC Man (The Ultimate Collection 1967-2003) (2003)
- Wild Child (2004)
- This is Lou Reed : The Greatest Hits (2010)
- Words & Music, May 1965 (2022) (Démos enregistrés le 11 mai 1965)
- Why Don't You Smile Now: Lou Reed at Pickwick Records 1964-65 (2024)

### Collaborations
- Songs for Drella avec John Cale (1990)
- Le Bataclan '72 avec John Cale et Nico (2004)
- Sawdust avec The Killers (2007), interprète le premier titre Tranquilize
- The Stone: Issue Three avec John Zorn (2008)
- Plastic Beach avec Gorillaz (2010), interprète le titre Some kind of nature
- Lulu avec Metallica (2011)
- The Road From Memphis avec Booker T. Jones, interprète le dernier titre, The Bronx (2011)
- Synthetica (2012) avec Metric, avant-dernier titre The Wanderlust (2012).

## Filmographie
- 1980 : One-Trick Pony de Paul Simon
- 1983 : Get Crazy d'Allan Arkush
- 1983 : Rock and Rule de Clive A. Smith
- 1988 : Permanent Record de Marisa Silver
- 1993 : Si loin, si proche ! de Wim Wenders
- 1995 : Brooklyn Boogie de Paul Auster et Wayne Wang
- 1997 : Closure (roman)
- 2001 : Prozac Nation d'Erik Skjoldbjærg
- 2008 : Berlin: Live At St. Ann's Warehouse, concert de Lou Reed
- 2008 : Rendez-vous à Palerme de Wim Wenders
- 2009 : Arthur et la Vengeance de la Maltazard de Luc Besson : Maltazard (voix)
- 2010 : Arthur 3 : La Guerre des deux mondes de Luc Besson : Maltazard (voix)

## Publications
- (en) Between Thought and Expression, Hyperion Books, 1991. Traduction française par Annie Hamel : Parole de la nuit sauvage, 10/18, 1996, édition bilingue.
- Traverser le feu, intégrale des chansons, coll. Fiction & Cie, Seuil, 2008, édition bilingue. Réédition en deux tomes bilingues : Chansons, l'intégrale, Tome 1 (1967-1980) et Tome 2 (1982-2000), Points, 2014.
- Le Corbeau, [The Raven], traduction Claro, ill. de Lorenzo Mattotti, Seuil, 2009, édition bilingue.
- Lou Reed (illustr.), Bernard Comment (textes), Rimes - Rhymes, Arles, France, Éditions Photosynthèses, 2012, 350 p.  (ISBN 978-2-36398-004-5)